# Max Hauke
Max Hauke (Rottenmann, 29 agosto 1992) è un fondista austriaco.

## Biografia

### Stagioni 2008-2015
Originario di Liezen e attivo in gare FIS dal marzo del 2008, Hauke ha esordito in Coppa del Mondo il 4 marzo 2012 a Lahti (69º) e ai Campionati mondiali a Oslo 2011, dove si è classificato 55º nella sprint e 14º nella sprint a squadre; due anni dopo ai Mondiali della Val di Fiemme si è piazzato 45º nella 15 km e 48º nella sprint.
Ai XXII Giochi olimpici invernali di Soči 2014, sua prima presenza olimpica, si è classificato 57º nella 15 km, 46º nella sprint e 16º nella sprint a squadre; nella stagione successiva ai Mondiali di Falun è stato 38º nella 15 km e 42º nello skiathlon.

### Stagioni 2016-2021
Ai Mondiali di Lahti 2017 è stato 31º nello skiathlon e 35º nella 50 km e ai XXIII Giochi olimpici invernali di Pyeongchang 2018 si è classificato 29º nella 15 km, 36º nella 50 km, 27º nello skiathlon e 13º nella staffetta. Ai Mondiali di Seefeld in Tirol si è classificato 6º nella sprint a squadre, ma il 27 febbraio è stato arrestato, assieme al compagno di squadra Dominik Baldauf e ad altri tre atleti, per esser stato colto in flagrante mentre faceva uso di doping (Operazione Aderlass); è stato rilasciato il giorno successivo dopo aver ammesso la propria responsabilità
L'agenzia antidoping austriaca lo ha sospeso dalle competizioni sportive per quattro anni e il tribunale di Innsbruck nell'ottobre 2019 lo ha riconosciuto responsabile di grave frode sportiva, condannandolo a scontare cinque mesi di detenzione e a corrispondere la sanzione di 480 euro. La pena è stata sospesa. Durante il processo si è dichiarato colpevole di aver assunto ormoni della crescita, ammettendo di aver fatto uso di sostanze dopanti dall'aprile del 2016 fino al suo arresto nel febbraio 2019; ha dichiarato di aver agito da solo e di aver speso 10 000 euro a stagione per il trattamento dopante. Tutti i risultati ottenuti da Hauke dopo il 1º aprile 2016 sono stati cancellati.

## Palmarès

### Coppa del Mondo
- Miglior piazzamento in classifica generale: 130º nel 2014